# Juan Camps
Juan Camps i Mas (* 1883 in Barcelona; † 21. April 1921 ebenda) war ein spanischer Ruderer.

## Werdegang
Juan Camps trat bei den Olympischen Sommerspielen 1900 in Paris zusammen mit Ricardo Margarit, José Fórmica, Antonio Vela und Steuermann Orestes Quintana in der Vierer mit Steuermann-Regatta an. Die spanische Crew schied als Zweitplatzierter im Vorlauf aus.